# Kanton Saint-Herblain-2
Der Kanton Saint-Herblain-2 (bretonisch Kanton Sant-Ervlan-2) ist seit 2015 ein französischer Wahlkreis im Arrondissement Nantes, im Département Loire-Atlantique und in der Region Pays de la Loire; sein Hauptort ist Saint-Herblain.

## Geschichte
Der Kanton entstand bei der Neueinteilung der französischen Kantone im Jahr 2015. Die Gemeinden gehörten früher zu den Kantonen Orvault (Orvault) und Saint-Herblain-Est (Teile der Stadt Saint-Herblain).

## Lage
Der Kanton liegt in der Südhälfte des Départements Loire-Atlantique nördlich der Loire an der westlichen Stadtgrenze von Nantes.

## Gemeinden
Der Kanton Saint-Herblain-2 umfasst die Gemeinde Orvault und Teile der Stadt Saint-Herblain. Genauer gesagt die Quartiere Bellevue, Cremetterie, Joli Mai und Tillay der Stadt Herblain
| Gemeinde                | Gallo            | Bretonisch    | Einwohner (2022) | Fläche (km²) | Code postal | Code Insee |
| ----------------------- | ---------------- | ------------- | ---------------- | ------------ | ----------- | ---------- |
| Orvault                 | –                | Orvez         | 28.341           | 27,67        | 44700       | 44114      |
| Saint-Herblain          | Saent-Èrbelaen   | Sant-Ervlan   | 24.745           | 8,35         | 44800       | 44162      |
| Kanton Saint-Herblain-2 | Saent-Èrbelaen-2 | Sant-Ervlan-2 | 53.086           | 36,02        | -           | 4425       |

1. ↑  Nur der südöstliche Teil der Gemeinde, der Rest gehört zum Kanton Saint-Herblain-1.

## Politik
Im 1. Wahlgang am 22. März 2015 erreichte keines der sechs Wahlpaare die absolute Mehrheit. Bei der Stichwahl am 29. März 2015 gewann das Gespann Bernard Gagnet/Marie-Paule Gaillochet (beide PS) gegen Matthieu Annereau/Monique Maisonneuve (beide Union de la Droite) mit einem Stimmenanteil von 51,63 % (Wahlbeteiligung:48,25 %).
| Vertreter im conseil général des Départements | Vertreter im conseil général des Départements | Vertreter im conseil général des Départements |
| Amtszeit                                      | Name                                          | Partei                                        |
| --------------------------------------------- | --------------------------------------------- | --------------------------------------------- |
| 2015–2021                                     | Bernard Gagnet Marie-Paule Gaillochet         | PS                                            |
| 2021–                                         | Laurent Dubost Farida Rebouh                  | EELV PS                                       |